# 沙喇勒达
沙喇勒达（?—?），又作麦力艮诺颜、麦力艮失喇儿歹等，孛儿只斤氏，明末克什克腾部首领，达延汗之玄孙，斡齐尔博罗特曾孙，打赖台吉之孙，其父是赛那拉（打儿汗）。
沙喇勒达驻在蓟州镇边外，明朝史料《北虏世系》、《登坛必究》记载打儿汗的儿子土麦台吉是克石旦的首领。赛那拉有三个儿子，根据现有史料不能确定土麦台吉就是沙喇勒达。其子麻那呼台吉，孙索诺木被清朝封为克什克腾旗札萨克一等台吉。